# 郭潤起
郭润起（韓語：곽윤기，1989年12月26日—），韩国男子短道速滑运动员，2010年世界短道速滑锦标赛全能亚军。

## 职业生涯
2010年温哥华冬奥会中，郭润起获得5000米接力银牌。2012年世界短道速滑锦标赛中，郭润起获得全能冠军。

## 密约争议
2010年3月18日，韩国冰上联盟宣布，温哥华冬奥会双冠王李政洙因为脚踝受伤，不参加世锦赛的个人项目，由郭润起代替。2010年3月24日，安贤洙的父亲安基元提出疑惑，主张缺战不是本人意愿，而是韩国冰上联盟的施压。2010年3月25日，韩国冰上联盟公开李政洙和金成一的亲笔事由书，断然否认。2010年3月26日，李政洙的姐姐予以反驳，“已向弟弟确认，是根据上级指示不得不写上受伤”，风波迅速扩散。
2010年4月8日，大韩体育会公布监查结果，证实存在“串通行为”，承认李政洙不是脚踝受伤而是教练胁迫，才放弃参加世锦赛个人项目。去年国选的3000米，部分教练和选手在赛前密约，联手牵制对手，互相协助进入国家队，为每个人都在本赛季的国际赛中赢得奖牌达成共识。教练全在茂为了弟子郭润起（延世大学，国选第5）获得奖牌，怂恿李政洙（檀国大学，国选第3）和金成一（檀国大学，国选第4）放弃世锦赛个人项目，这是与都灵周期“韩体大-非韩体大”不同的派系。
2010年4月13日，李政洙联合父亲李道元、教练李准镐举行新闻发布会，反驳大韩体育会的密约说，否认国选得到任何人的帮助，还透露主教练金琪焄阻止教练全在茂要求自己让出奥运会个人单项，理由是如果不能遵守既定规则，不让国选前三的选手参加个人赛，记者们不会坐视不理。他的父亲李道元质疑，韩国冰上联盟共同调查委员会缺乏中立性和公正性，因为委员会主席金哲洙和教练全在茂都是大邱同乡。
2010年4月14日，郭润起承认密约，表达了相反立场，“李政洙差点1000米的比赛中摔倒，我抓住了他”。2010年4月18日，成始柏（延世大学，国选第2）发布视频证明，显示郭润起的手支撑着最后一圈即将摔倒的李政洙，这场互相批评的真相比赛引起轩然大波。2010年4月15日，韩国冰上联盟宣布，律师吴英中接替辞职的共同调查委员会主席金哲洙，而城南市厅教练孙世源还推荐了中学滑冰联盟副会长权锦中加入。
2010年4月20日，教练全在茂、宋在根和选手郭润起召开新闻发布会，承认暗箱操作，“去年国选1000米半决赛前，李政洙请求郭润起的帮助，还答应要在温哥华让1000米单项，他没有遵守约定”，“同队选手互相帮助是国家队在奥运会或世锦赛作战中常用的一环，没想过是假赛串通”，“其他队伍的优秀选手可能会被冤枉淘汰，但是短道速滑本来就是这样，被落选也是理所当然”。事实上，除了李昊锡（2009年世锦赛全能王）免选入队，参加温哥华冬奥会的其他男子选手（成始柏、李政洙、金成一、郭润起）都是全在茂指导的，所有人都来自非韩国体育大学。
2010年4月23日，韩国冰上联盟共同调查委员会表示，“虽然主要派系已经消失，但是现在各滑冰场和个人教练拉帮结派，阻碍公平竞争。因此存在新的派别，即属于不同队伍但在同一冰场由同一教练执教的选手互相帮助，公开建立团队合作”。韩国冰上联盟奖惩委员会宣布，教练全在茂被永久除名，教练金琪焄、宋在根和崔光福被禁赛三年，选手李政洙和郭润起因为论点相互矛盾而被禁赛三年（后改为6个月）。
2010年4月26日，韩国冰上联盟执行部门的高管，一致决定全体主动辞职，“教练选任随高管倾向而变化，任意操作选手的招募选拔，未能履行管理责任”。这场真相攻防泥潭战，表明韩国冰上界一直以来的传闻——“密约串通”和“胜负造假”，正式得到验证。